# 地幔波震级

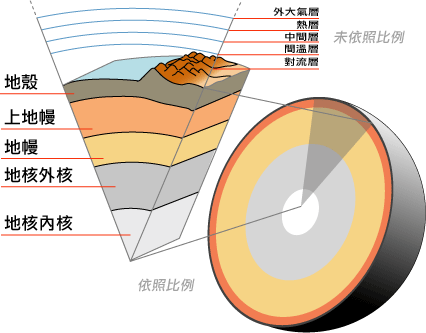
地球分层示意图

地幔波震级（Mantle Magnitude），是一种地震度量，是地震学中用于表征地震事件的重要基本参数，常用Mm表示。地幔波震级同其他地震规模一样，都是用来表征地震强弱的量度。地幔波震级的概念最先由布龙（Brune）等学者于1967年左右引进至地震学中。

## 发展历史
地幔波震级的概念最先由布龙等学者于1967年左右引进至地震学中。随后，奥卡尔（Okal）等人于1987年、1989年、1990年和1991年先后基于简正振型理论，发展了一种变周期的地幔波震级标度，用GEOSCOPE台网中超长周期地震仪所记录的地幔波资料测定了地幔波震级。

## 计算方式
如果某地震测台有两种类型的地幔波资料可用，则应该分别求得相应的地幔波震级，然后对每个MM求反对数，取平均后，再求得MM作为该台测定的地幔波震级。如果有多台资料可用，则有：
式中，{\displaystyle N}代表台数，布龙认为，这样处理得到的震级，可减少离散度，因为这样可以避免特定台站正好处在面波激发的节点上。不过，随着对地幔波震级的研究深入，布龙所提出的地幔波震级的测定方案已经被认为失去了现实意义。奥卡尔于1989年根据面波激发理论，讨论了在时间域中所观测到的面波地动位移振幅与其相应的频谱振幅之间的关系，最终得到：
式中，{\displaystyle M_{0}}表示地震矩。由此式可得预测出，观测到的地幔波震级与中小地震的面波震级趋势相一致。

## 现实意义
随着数字地震台网的建设以及数字地震学的迅速发展，使得震级的规范化标定和解决经典震级标度的饱和问题成为了现实课题。根据对奥卡尔所提出的地幔波震级进行重新标定后所测得的地幔波震级，既可以与传统的20秒面波震级相衔接，又可以避免饱和现象，即地幔波震级与地震矩和矩震级一样，地震矩是地震的远场位移谱的低频极限，而地幔波震级是在波谱的地域拐角频率的部位上恢复地震矩，都被认为是解决面波震级饱和问题的有效途径。发展地幔波震级标度，还被认为有实现单台、实时、快速回复地震矩以及海啸潜势自动预警的应用前景。